# Filmographie de Dingo
Cette liste présente la filmographie complète du personnage de Dingo depuis 1932 :

## Années 1930

### 1932
- Mickey au théâtre (Mickey's Revue)
- The Whoopee Party
- Mickey marque un essai (Touchdown Mickey)
- Mickey au Grand Nord (The Klondike Kid)

### 1933
- Mickey's Mellerdrammer
- Mickey au Moyen Âge (Ye Olden Days)

### 1934
- Le Gala des orphelins ou Mickey bienfaiteur (Orphan's Benefit). Dans la série Mickey Mouse. Avec Mickey, Minnie, Donald, Horace, Clarabelle et Clara Cluck.

### 1935
- La Fanfare (The Band Concert). Dans la série Mickey Mouse. Avec Mickey, Horace, Clarabelle et Donald. L'un des premiers "Mickey" en couleurs, considéré souvent comme l'un des meilleurs.
- Les Joyeux Mécaniciens (Mickey's Service Station). Dans la série Mickey Mouse. Avec Mickey, Donald et Pat Hibulaire.
- Mickey pompier (Mickey's Fire Brigade). Dans la série Mickey Mouse. Avec Mickey, Donald et Clarabelle.
- Mickey patine (On Ice). Dans la série Mickey Mouse. Avec Mickey, Minnie, Donald, Clarabelle, Horace et Pluto.

### 1936
- L'Équipe de Polo (Mickey's Polo Team). Dans la série Mickey Mouse. Mickey, Dingo, Donald et le Grand Méchant Loup y affrontent des stars de l'époque: Stan Laurel, Oliver Hardy, Harpo Marx, Charlie Chaplin, etc.
- Grand Opéra (Mickey's Grand Opera). Dans la série Mickey Mouse. Avec Mickey, Horace, Clarabelle, Pluto, Clara Cluck et Donald.
- Le Déménagement de Mickey (Moving Day). Dans la série Mickey Mouse. Avec Mickey, Donald et Pat Hibulaire.

### 1937
- Mickey Magicien (Magician Mickey). Dans la série Mickey Mouse. Avec Mickey et Donald.
- Chasseurs d'élans (Moose Hunters). Dans la série Mickey Mouse. Avec Mickey et Donald.
- Amateurs de Mickey (Mickey's Amateurs). Dans la série Mickey Mouse. Avec Mickey, Donald, Horace (dans le public), Clarabelle, Clara Cluck et Pat Hibulaire.
- Vacances à Hawaï (Hawaiian Holiday). Dans la série Mickey Mouse. Avec Mickey, Minnie, Donald et Pluto.
- Nettoyeurs de pendules (Clock Cleaners). Dans la série Mickey Mouse. Avec Mickey et Donald.
- Les Revenants solitaires (Lonesome Ghosts). Dans la série Mickey Mouse. Avec Mickey et Donald.

### 1938
- Constructeurs de bateau (Boat Builders). Dans la série Mickey Mouse. Avec Mickey, Minnie et Donald.
- La Remorque de Mickey (Mickey's Trailer). Dans la série Mickey Mouse. Avec Mickey et Donald.
- Chasseurs de baleines (The Whalers). Dans la série Mickey Mouse. Avec Mickey et Donald.
- Trappeurs arctiques (Polar Trappers). Premier film de la série Donald et Dingo.
- La Chasse au renard (The Fox Hunt). Dans la série Donald et Dingo. Avec Donald et Dingo. Brèves apparitions de Mickey, Minnie, Horace, Clarabelle et Clara Cluck.

### 1939
- Standard Parade (The Standard Parade). Conclusion d'un film publicitaire pour la Standard Oil Company. Les personnages vedettes de Disney défilent en faisant de la pub pour la marque. Cette parade est largement décalquée sur la Parade des Oscar de 1932. Ce n'est bien sûr pas un hasard, tout le film étant basé sur le passage de l'obscurité (sic!) à la couleur
- Dingo et Wilbur (Goofy and Wilbur). Premier film de la série Dingo.

## Années 1940

### 1940
- Le Remorqueur de Mickey (Tugboat Mickey). Dans la série Mickey Mouse. Avec Mickey et Donald.
- Colleurs d'affiches (Billposters). Dans la série Donald et Dingo. Donald et Dingo chantent Sifflez en travaillant de Blanche-Neige et les Sept Nains (1937).
- Le Planeur de Dingo (Goofy's Glider). Dans la série Dingo.

### 1941
- Attention fragile (Baggage Buster) Dans la série Dingo.
- Les Années 90 (The Nifty Nineties). Dans la série Mickey Mouse. Avec Mickey et Minnie. Apparitions de Dingo, Donald, Daisy, Riri, Fifi et Loulou.
- Mickey bienfaiteur (Orphan's Benefit). Dans la série Mickey Mouse. Avec Mickey, Donald, Horace, Clarabelle et Clara Cluck. Remake en couleurs du film de 1934.
- Leçon de ski (The Art of Skiing). Dans la série Dingo.
- Dingo champion de boxe ou L'art de l'auto-défense (The Art of Self-Defense). Dans la série Dingo.
- Comment faire de l'équitation ou Dingo fait de l'équitation (How to Ride a Horse). Premier film de la sous-série Comment ... (How to) avec Dingo. Inclus dans Le Dragon récalcitrant.

### 1942
- L'Anniversaire de Mickey (Mickey's Birthday Party). Dans la série Mickey Mouse. Avec Mickey, Donald, Horace, Clarabelle, Clara Cluck et Minnie.
- L'Heure symphonique (Symphony Hour). Dans la série Mickey Mouse. Avec Mickey, Donald, Horace, Clarabelle, Clara Cluck et Pat Hibulaire.
- Dingo joue au baseball (How to Play Baseball). Dans la série Comment ... (How to) .
- Dingo champion olympique (The Olympic Champ). Dans la série Dingo.
- Comment être un bon nageur (How to Swim). Dans la série Comment ... (How to) .
- Dingo va à la pêche (How to Fish). Dans la série Comment ... (How to) .
- El Gaucho Goofy. Troisième partie du long-métrage Saludos Amigos.

### 1943
- Vive le pogostick (Victory Vehicles). Dans la série Dingo. Apparition de Pluto.

### 1944
- Pour être un bon marin (How to Be a Sailor). Dans la série Comment ... (How to) .
- Le Golf (How to Play Golf). Dans la série Comment ... (How to) .
- Dingo joue au football (How to Play Football). Dans la série Comment ... (How to) .

### 1945
- La Chasse au tigre (Tiger Trouble). Dans la série Dingo. Avec l'éléphante Dolorès.
- Souvenir d'Afrique (African Diary). Dans la série Dingo.
- En route pour l'Ouest (Californy 'er Bust). Dans la série Dingo.
- Donald et Dingo marins (No Sail). Dans la série Donald et Dingo.
- La Castagne (Hockey Homicide). Dans la série Dingo.

### 1946
- Chevalier d'un jour (A Knight for a Day). Dans la série Dingo.
- Donald, ramenez-le vivant (Frank Duck Brings 'em Back Alive). Dans la série Donald et Dingo.
- Double Dribble (id.). Dans la série Dingo.

### 1947
- Déboires sans boire (Crazy with the Heat). Dernier film de la série Donald et Dingo.
- Dingo va à la chasse (Foul Hunting). Dans la série Dingo.
- Mickey et le Haricot magique (Mickey and the Beanstalk). Deuxième partie du long-métrage Coquin de printemps (Fun and Fancy Free). Avec Mickey et Donald.

### 1948
- Ils sont partis (They're Off). Dans la série Dingo.
- Dingo et Dolorès (The Big Wash). Dans la série Dingo. Avec l'éléphante Dolorès.

### 1949
- Dingo joue au tennis (Tennis Racquet). Dans la série Dingo.
- Dingo fait de la gymnastique (Goofy Gymnastics). Dans la série Dingo.

## Années 1950

### 1950
- Donald amoureux (Crazy Over Daisy). Dans la série Donald Duck. Avec Donald, Daisy, Tic et Tac. Apparitions de Mickey, Minnie et Dingo.
- Automaboule (Motor Mania). Dans la série Dingo.
- Le petit oiseau va sortir (Hold That Pose). Dans la série Dingo. Avec Nicodème (Humphrey)

### 1951
- Dingo et le Lion (Lion Down) Dans la série Dingo. avec Louie le lion des montagnes
- Dingo architecte (Home Made Home). Dans la série Dingo.
- Guerre froide (Cold War). Dans la série Dingo.
- On jeûnera demain (Tomorrow We Diet). Dans la série Dingo.
- Vive la fortune (Get Rich Quick). Dans la série Dingo.
- Papa Dingo (Fathers Are People). Dans la série Dingo.
- Défense de fumer (No Smoking). Dans la série Dingo.

### 1952
- Papa, c'est un lion (Father's Lion). Dans la série Dingo.
- Hello, aloha (idem.). Dans la série Dingo.
- Tout doux, toutou (Man's Best Friend). Dans la série Dingo.
- Dingo cow-boy (Two-Gun Goofy). Dans la série Dingo.
- Dingo professeur (Teachers Are People). Dans la série Dingo.
- Dingo en vacances (Two Weeks Vacation). Dans la série Dingo.
- Dingo détective (How to Be a Detective). Dans la série Comment ... (How to) .
- L'Arbre de Noël de Pluto (Pluto's Christmas Tree). Dans la série Mickey Mouse. Avec Mickey, Tic et Tac. Apparitions de Minnie, Donald et Dingo.

### 1953
- Papa est de sortie (Father's Day Off). Dans la série Dingo.
- Dingo toréador (For Whom the Bulls Toil). Dans la série Dingo.
- Le Week-end de papa (Father's Week End). Dans la série Dingo.
- L'Art de la danse (How to Dance). Dans la série Comment ... (How to) .
- Comment dormir en paix (How to Sleep). Dans la série Comment ... (How to) .

## Années 1960

### 1961
- Dingo fait de la natation (Aquamania). Dans la série Dingo.

### 1965
- Freewayphobia No. 1. Dans la série courts métrages éducatifs.
- Goofy's Freeway Troubles. Dans la série courts métrages éducatifs.

## Années 1980

### 1980
- Mickey Mouse Disco (compilation)

### 1982
- Buyer Be Wise (court métrage)

### 1983
- Le Noël de Mickey (Mickey's Christmas Carol). Moyen-métrage d'animation.

### 1987
- Fou de foot (Sport Goofy in Soccermania)
- Totally Minnie. Moyen-métrage d'animation pour la télévision.

### 1988
- Qui veut la peau de Roger Rabbit (Who Framed Roger Rabbit). Apparitions au milieu des autres personnages Disney.

## Années 1990

### 1990
- Le Prince et le Pauvre (The Prince and the Pauper). Moyen-métrage d'animation.

### 1992
- La Bande à Dingo (Goof Troops). Série télévisée diffusée de 1992 à 1993, avec Pat Hibulaire et le fils de Dingo, Max.
- Raw Toonage. Apparition dans l'épisode 6 dans la partie Goofy's Guide to the Olympics.

### 1993
- Bonkers. Série télévisée diffusée de 1993 à 1994, apparition dans les épisodes Cartoon Cornered, Dog Day AfterToon et The Toon That Ate Hollywood.

### 1995
- Dingo et Max (A Goofy Movie). Long-métrage inspiré de la série télévisée La Bande à Dingo.

### 1999
- Mickey, il était une fois Noël (Mickey's Once Upon a Christmas)
- Mickey Mania (Mickey Mouse Works). Série télévisée diffusée de 1999 à 2000, présentant des courts métrages inédits.

## Années 2000

### 2000
- Dingo et Max 2 : Les Sportifs de l'extrême (An Extremely Goofy Movie). Long-métrage inspiré de la série télévisée La Bande à Dingo.

### 2001
- Mickey, la magie de Noël (Mickey's Magical Christmas : Snowed In At The House Of Mouse). Compilation de courts métrages parmi lesquels Le Noël de Mickey (1983), L'Arbre de Noël de Pluto (1952), etc.
- Disney's tous en boîte (Disney's House of Mouse). Série télévisée diffusée de 2001 à 2004.

### 2002
- Mickey, le club des méchants (Mickey's House of Villains). Compilation de courts métrages parmi lesquels Les Revenants solitaires (1937), Donald et le Gorille (1944), Donald et la Sorcière (1952) et des extraits de la série Mickey Mania (1999-2000).

### 2004
- Mickey, Donald, Dingo : Les Trois Mousquetaires (Mickey, Donald, Goofy : The Three Musketeers). Long-métrage d'animation.
- Mickey, il était deux fois Noël (Mickey's Twice Upon a Christmas). Long-métrage d'animation en 3D.

### 2006
- La Maison de Mickey (Mickey Mouse Clubhouse). Série télévisée de 2006 à 2016.

### 2007
- Comment brancher son home cinéma (How to Hook Up Your Home Cinema) Dans la série Comment ... (How to) .

### 2011
- La boutique de Minnie (Minnie's Bow-Toons). Série télévisée de 2011 à 2016.

### 2013
- Mickey Mouse. série télévisée de 2013 à 2019.

### 2017
- Mickey et ses amis : Top Départ ! (Mickey Mouse Mixed-Up Adventures). série télévisée de 2017 à 2021.
- Les Histoires Toc-Toc de Tic & Tac (Chip ‘N’ Dale : Nutty Tales). série télévisée de 2017 à 2019.

### 2020
- La Bande à Picsou (DuckTales). Série télévisée diffusée entre 2017 et 2021. Dingo apparaît uniquement dans l'épisode 2 de la saison 3 (diffusé le 4 avril 2020)
- Le Monde Merveilleux de Mickey (The Wonderful World of Mickey Mouse). Série de 2020 à aujourd'hui.

### 2021
- Comment rester à la maison avec Dingo (How to Stay at Home). série de courts métrages d'animation.
- La Maison magique de Mickey (Mickey Mouse Funhouse). Série de 2021 à aujourd'hui.
- Mickey et la Légende des Deux Sorcières (en) (Mickey's Tale of Two Witches). Téléfilm d'animation.
- Mickey & Minnie : le vœu de noël (en) (Mickey and Minnie Wish Upon a Christmas). Téléfilm d'animation.